# Calacalí
Calacalí es una parroquia rural que está a 17 km al norte de Quito, cerca de la Ciudad Mitad del Mundo, es la puerta de ingreso al Noroccidente de la provincia de Pichincha.

## Toponimia
El nombre de la parroquia proviene de las minas de cal existentes al norte de la población, cuya producción sirvió como materia prima para las edificaciones que se realizaron en la ciudad de Quito en la época hispánica. Otra explicación del nombre de Calacalí se deriva de las tribus calas-calas.

## Lugares Turísticos
- La Iglesia
- La Cruz del Cementerio
- La Pila Franciscana, la pileta de origen colonial anteriormente ubicada en la Plaza de San Francisco de Quito, en 1912 fue trasladada a su ubicación en el centro del Parque Sucre.[3]
- Casa Museo Carlota Jaramillo, cantante de pasillos.
- Reserva Geobotánica del Pululahua
- Bosque nublado de Yunguilla
- Monumento a la Línea Equinoccial, antiguo monumento de la mitad del mundo, que sirviera de modelo para el actual.[4]
- Parte del territorio parroquial pertenece a la Reserva de Biósfera del Chocó Andino de Pichincha, declarada por UNESCO el 26 de julio de 2018.
- El estadio que en el año 2019 fue anfitrión del encuentro de las culturas que se celebra anualmente.
- Diversas caminatas en general en la Reserva geobotánica Pululahua

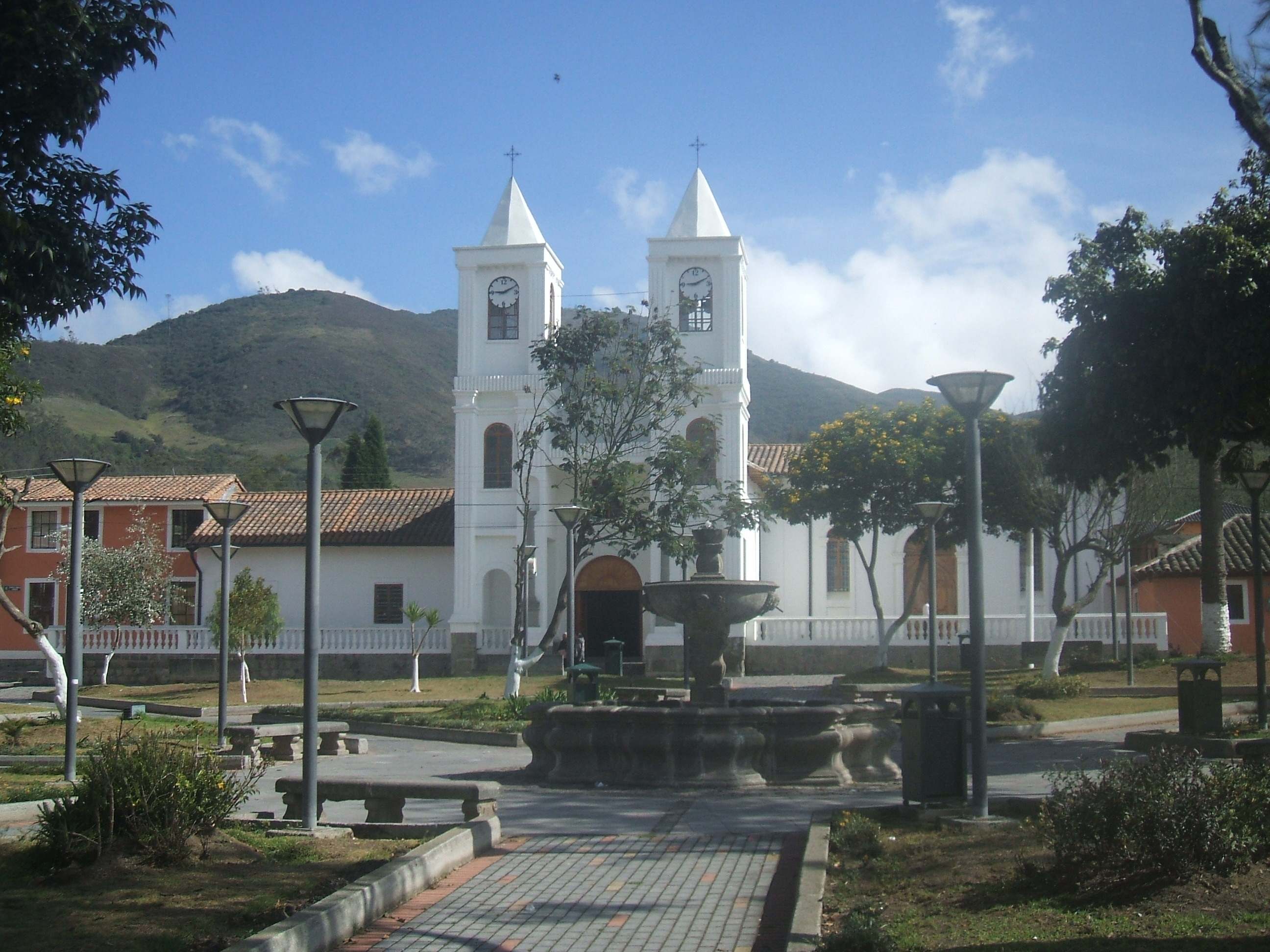
Iglesia y Pila Franciscana.
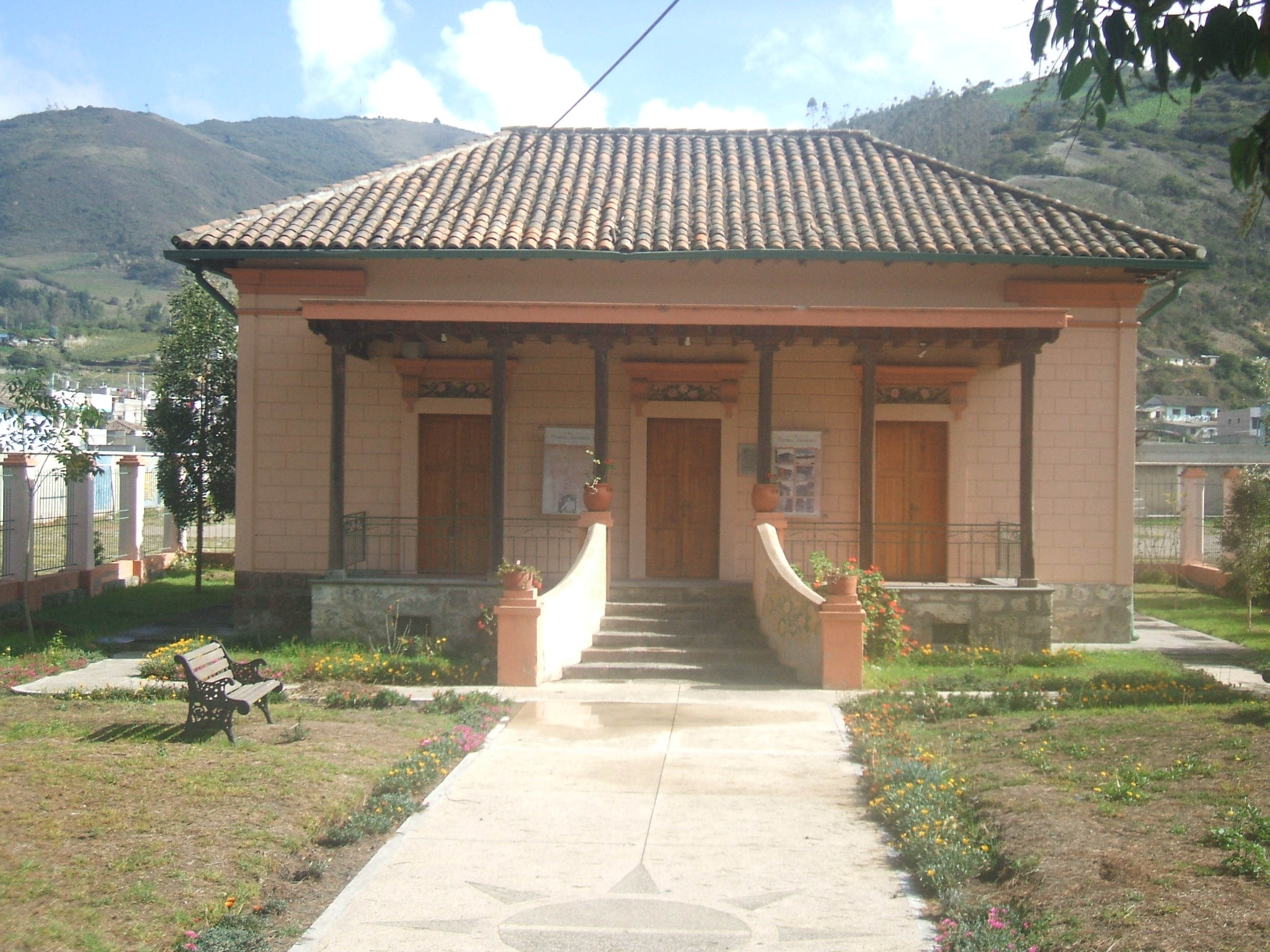
Exterior de la Casa Museo Carlota Jaramillo.
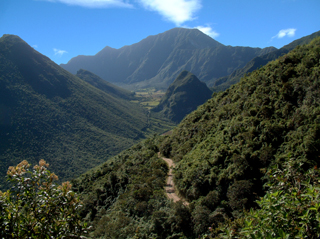
Camino de entrada a la Reserva Geobotánica Pululahua.
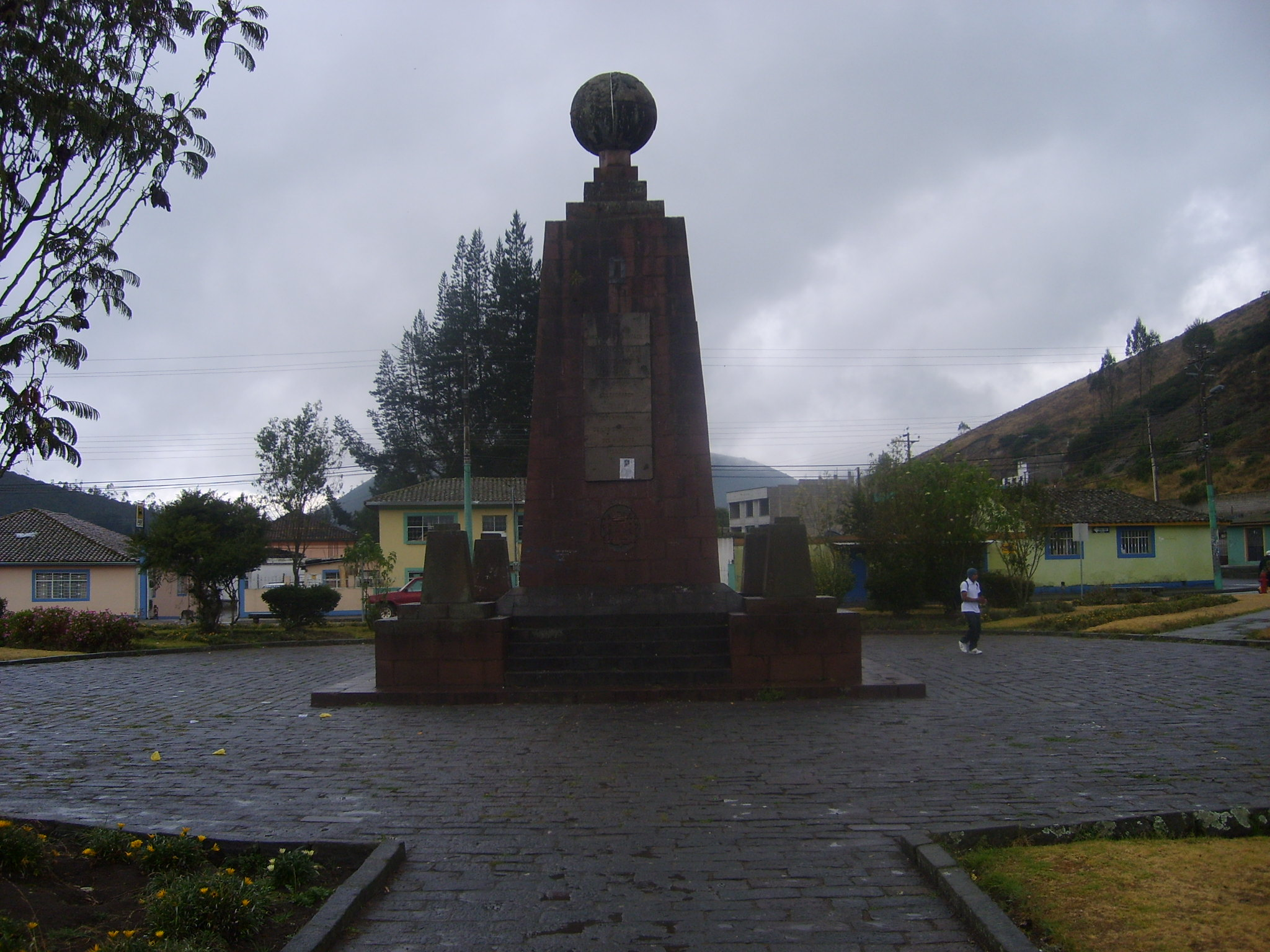
Monumento a la Línea Equinoccial.